# 造船
造船（ぞうせん、英:boat buildingあるいはshipbuilding）とは、船を造ることである。

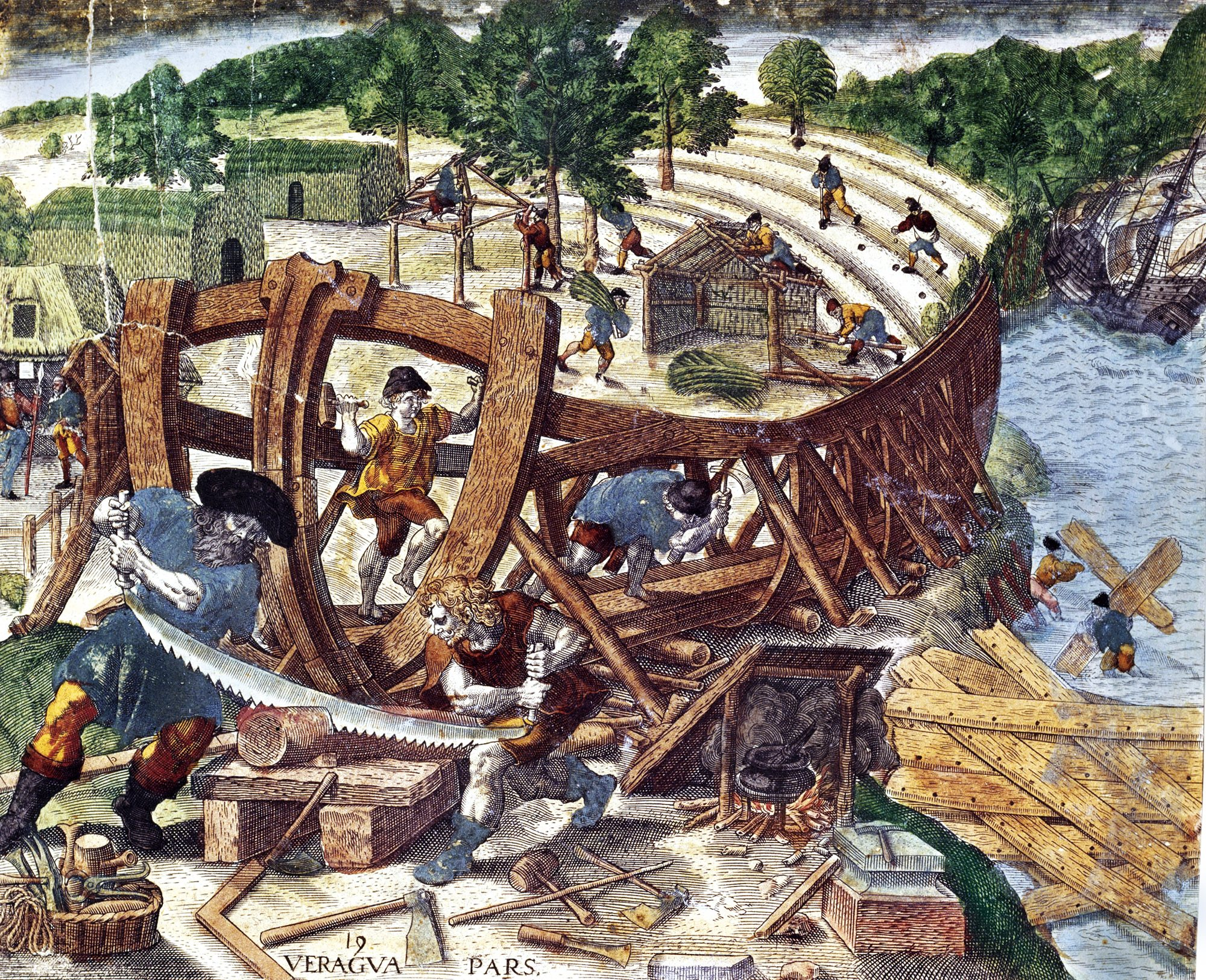
ブリガンティンをつくっている船大工たち。（1541年）

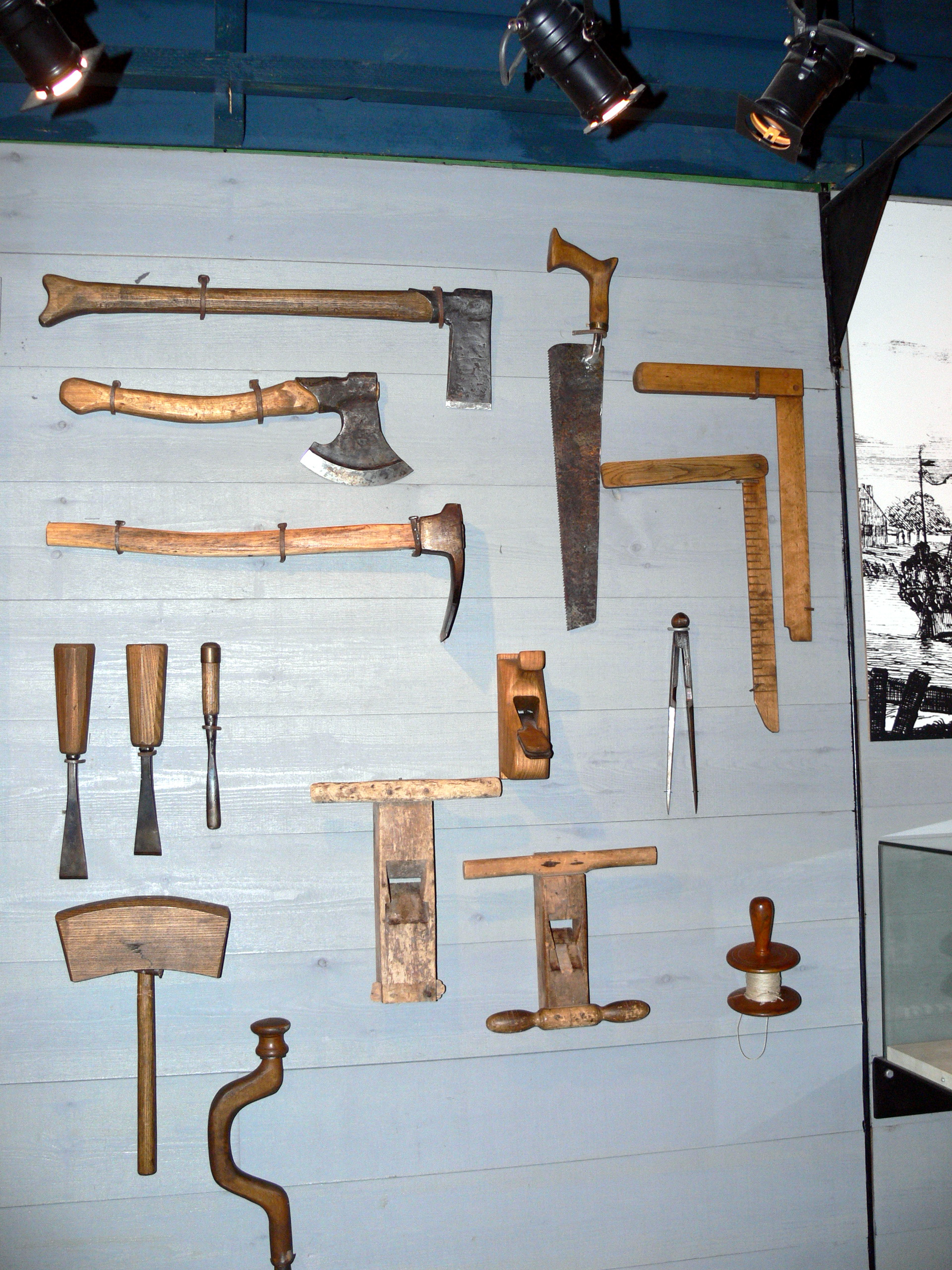
船大工の道具。（1627年）

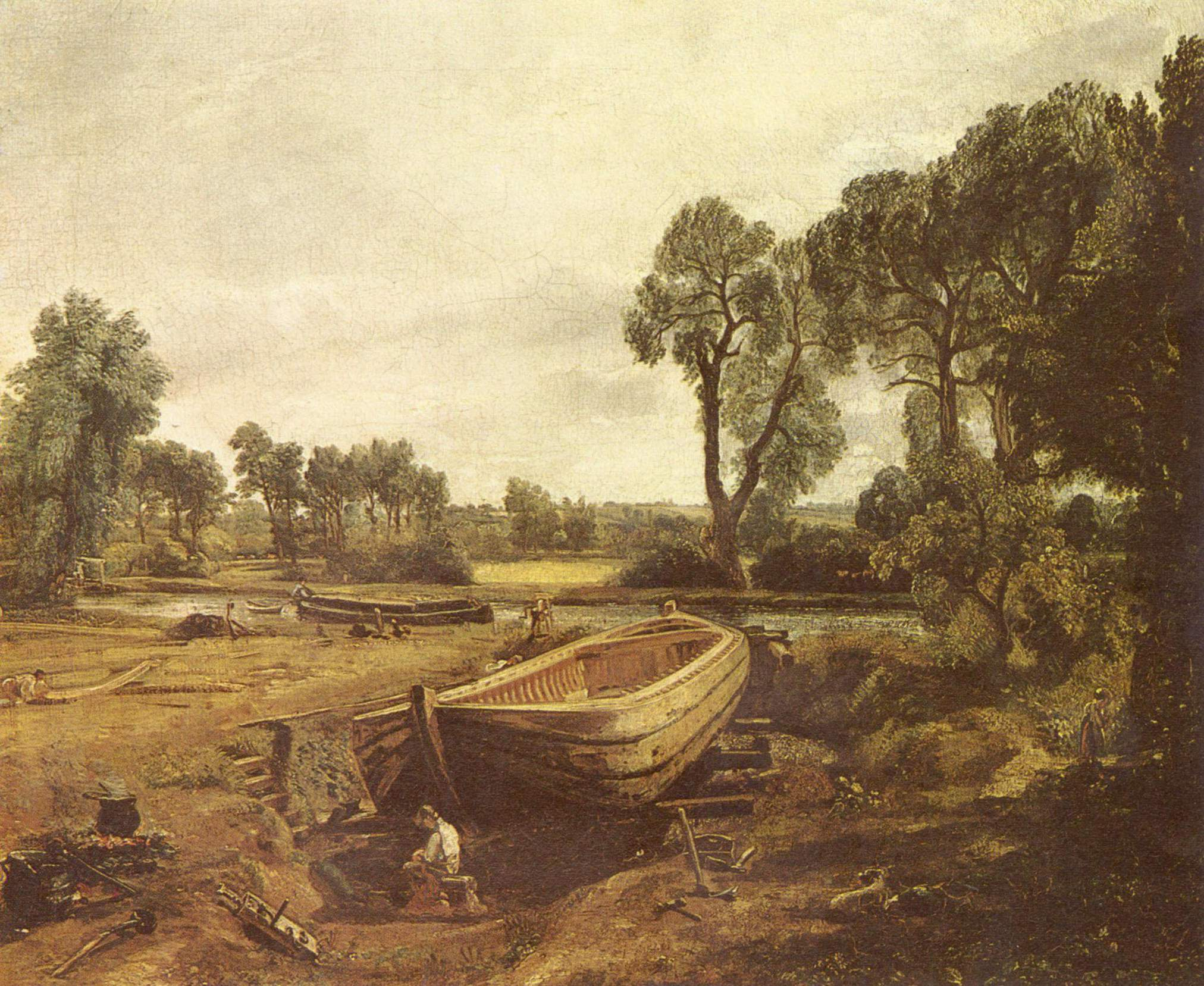
1815年の絵画

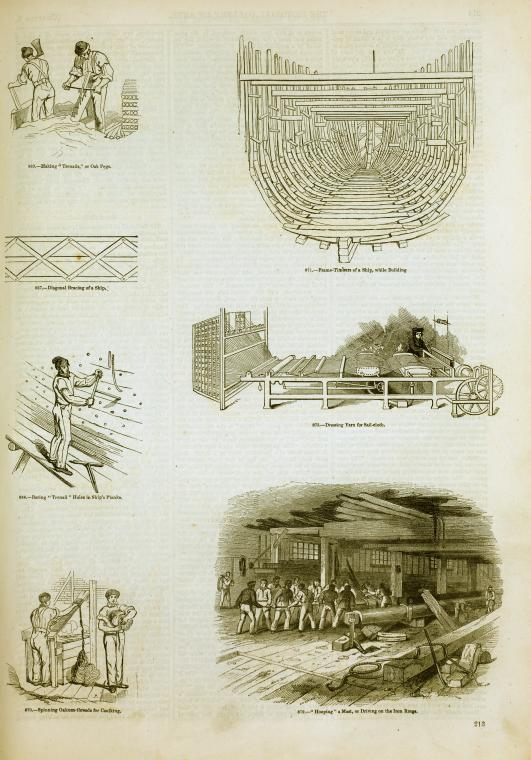
造船について記述しているページ。Charles Knight's Pictorial Gallery of Arts, England,（1858年）

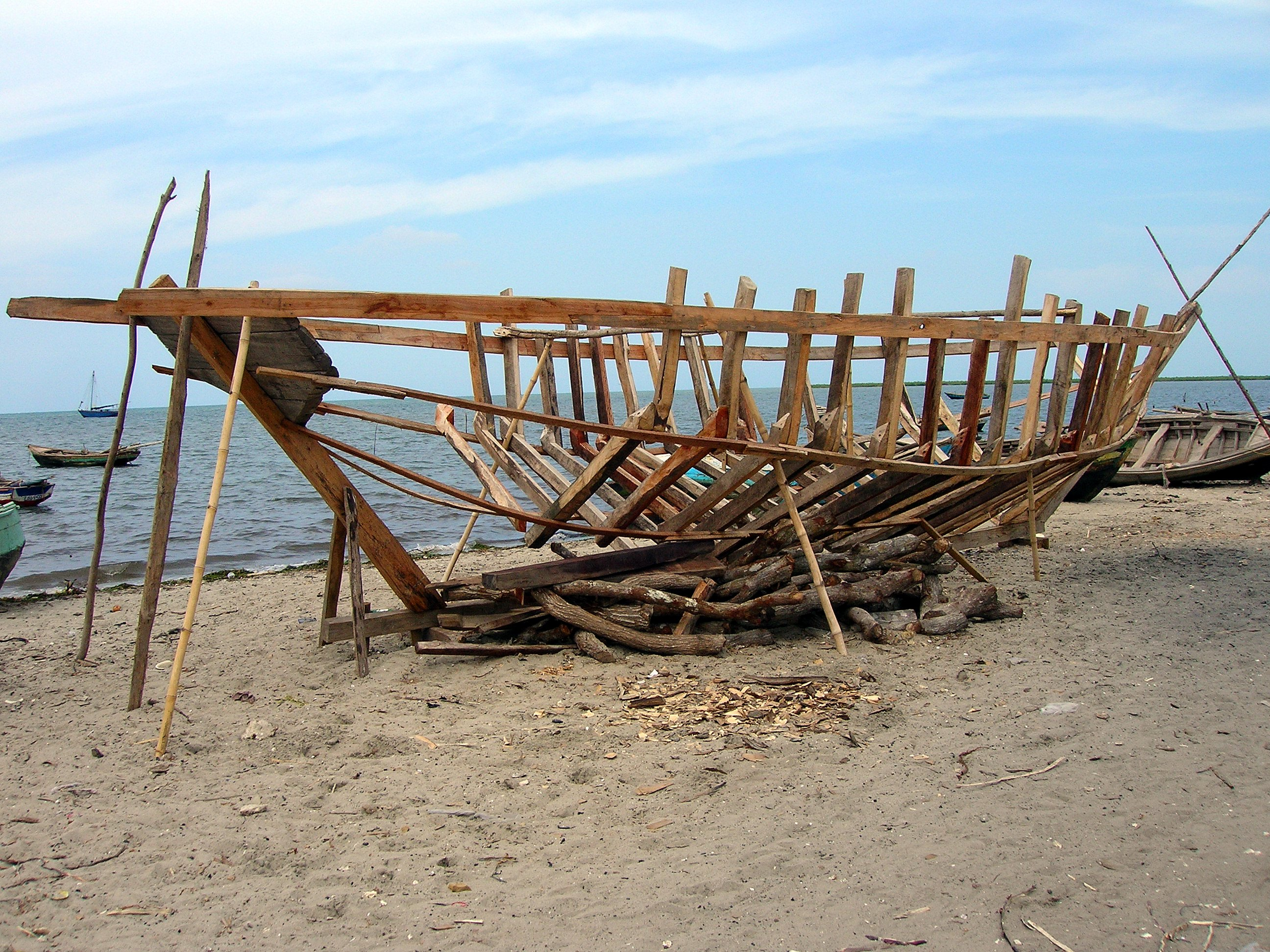
ハイチで建造中の帆走式漁船。（2006年）

## 概説
広義には、どのような船を作るのか決める段階から含めて造船とされ、新たな技術開発も含まれることがある。プレジャーボート類（レジャー用のセーリング・クルーザーやモーターボート）や漁船を作ることも造船と呼ぶ。
木造の船、FRPの船、（アルミなど）軽金属製の船、鋼鉄製の船、等素材によってそれぞれ作り方は異なる。
木造船の場合、作業内容の多くは木工であり、作業を行う者は船大工と呼ばれる。おおまかに言うと、人間の背骨と似た竜骨（キール）および肋骨に似た肋材（リブ。Rib）などで船の骨格を組み、そこにプランク（plank）と呼ばれる横板を貼り付ける作業（プランキング）を行うことで曲面でできた船底が出来る。上面に甲板を作る。そして様々な艤装を行う。木造船の造船の歴史は長くその起源は不明である。現在でも世界各国で行われている。
FRPは昭和40年代後半から小型船舶の原材料として主流となった。設計図に基づいてあらかじめ船のかたちをしたメス型をつくり、そのメス型の中に布状のガラス繊維を配置し、そこにプラスチックを浸透させ固めることで複合材料の船体を作り、メス型から抜く。FRP船の場合、自動車のように、メーカーが同一のモデルで複数あるいは大量に生産し、それをカタログに掲載したり展示場で展示し、購入者は出来合いのそれを選んで購入するということも行われている。受注生産で作られる場合もある。
中型や大型の鋼鉄製の船舶は、海運会社などの船主からの注文を受けて造船会社が個別に設計し、建造することが基本となっている（受注生産）。受注から引渡しまで、最短で1年、通常は2-3年かかるため船主側の海運に対する将来需要予測だけでなく、造船会社側でも将来必要とされる機能や装備、性能を船主と共に研究して実船の建造に反映させる能力が求められるようになっている。
船の大きさと価格はおおまかに言うと指数級数的な関係にある。したがって、金額ベースで造船業の統計をとると、結果として大型船の統計が目立つことになる。だが、造船の数、という点では、中～小型の船舶も重要である。本記事では、小型船から大型船まで、総合的に造船を扱う。

## 木製ボートの造船
材木選び
木製ボート作りはまず完璧な材木を選ぶことから始まる。ボートビルダーは、木材の質が船の耐久性、外観、性能に重要な影響を及ぼすことを知っている。一般的にオーク、マホガニー、チーク、杉などが、強度、安定性、耐腐食性を備えており好まれる。
材木は節、密度、水分含有量などを考慮し選ぶ。経験豊富なボートビルダーは、各材木を注意深く検査し要求水準を満たしているかどうか確認する。各材木は、各部分に使うのに適した性質を持ち、構造的にも完全で、見た目も美しくなければならない。
設計および建造計画
ボートビルダーはボートデザイナーと協力して設計図（青図）と建造計画を作成する。設計図にはボートの寸法、船体の形状、骨組み、その他の要素が書かれる。ボートの設計は、使用目的、求める航行性能、視覚的美的な要素なども考慮しつつ行う。こうすることで、望みの安定性、操作性、安全性を備えたボートができる。
船体の建造の開始、フレーミング

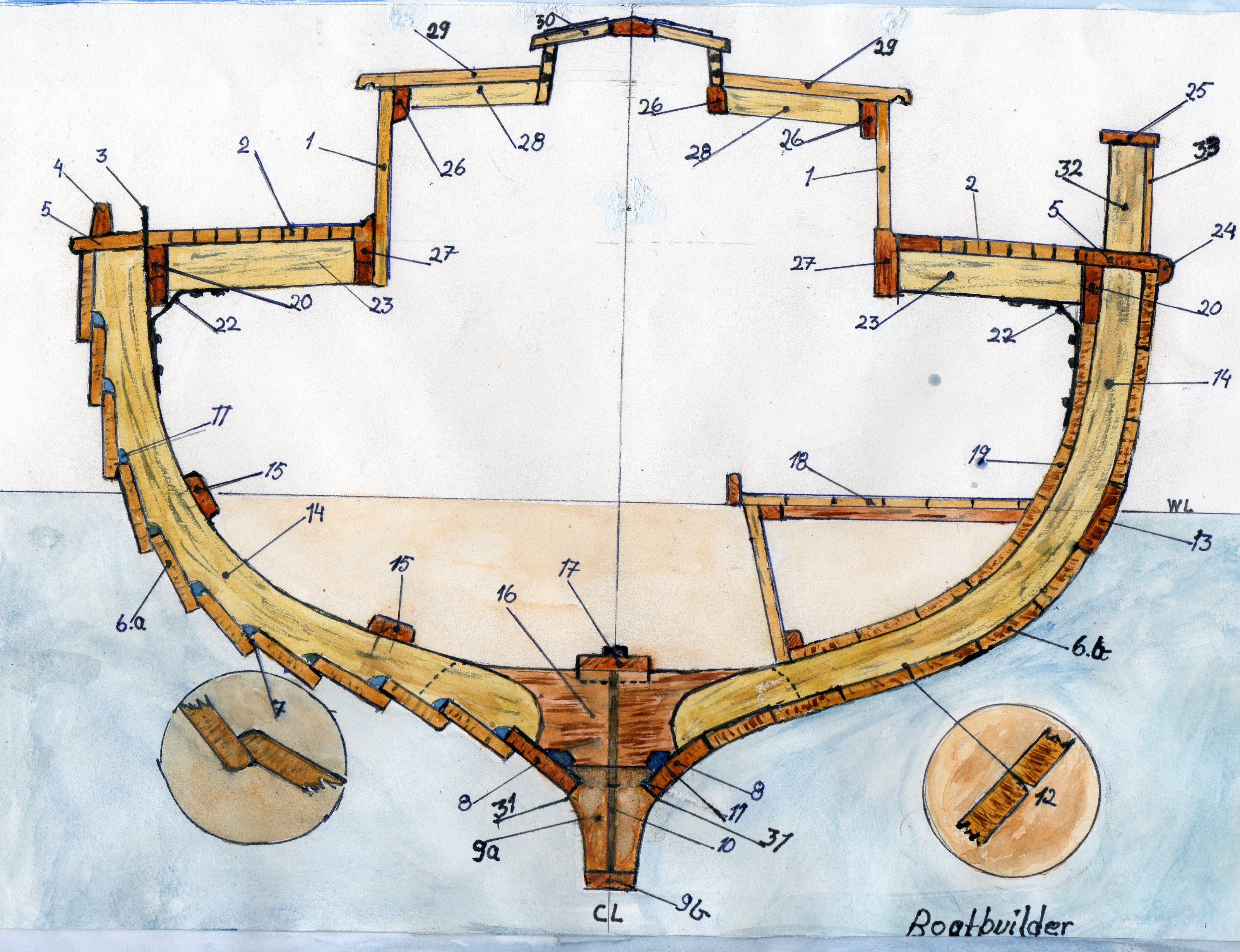
リブ（肋材）はこの図の14番

船体づくりは木製のボートの建設では労働集約的で複雑なプロセスである。
船体造りにはフレーミングと呼ばれる構造的骨組みを組み立てることが含まれ、これでボートの形状や強度が決まる。
まず竜骨（キール）を設置する。そしてロフト作業（lofting）を行う。ロフト作業は青図の寸法をもとにして実物大の線を引く作業である。青図の数字を読み取って床上で点を打ち、点と点をつないで曲線を描いてゆく。
次に注意深く材木を切って整形して船体の曲線を望み通りに生み出すリブ（Rib。肋材。人体で言えば肋骨のような部材）を造る。そのリブを竜骨にとりつけてゆくと、船体の一次構造が形成される。
プランキング

カーヴェル（carvel）と呼ばれる、プランクを重ねず隙間なく貼る方法（右側）、およびクリンカー（clinker）と呼ばれることのある、プランクを一部分重ねて貼る方法（左側）、の比較。

竜骨にリブを取り付ける作業が完了し骨組みが完了したら、そこにプランクと呼ばれる船体表面用の薄くて長い材木を貼り付けてゆく（この作業をプランキングという）。ボートビルダーが伝統的に用いてきたプランクの貼り方には、プランクを重ねず隙間なく並べて貼るCarvel plankingと呼ばれる方法と、プランクを少しずつ重ねて貼るlapstrakeと呼ばれることのある方法の、2種類がある。どちらの方法でも水密で堅牢な船体を造ることができる。細心の注意を払い、表面を滑らかに、そして水密性を備えた船体に仕上げる。エポキシ樹脂やワニスや塗料を塗り、外観の質を高め、海水や紫外線や海洋生物で傷まないように保護する。

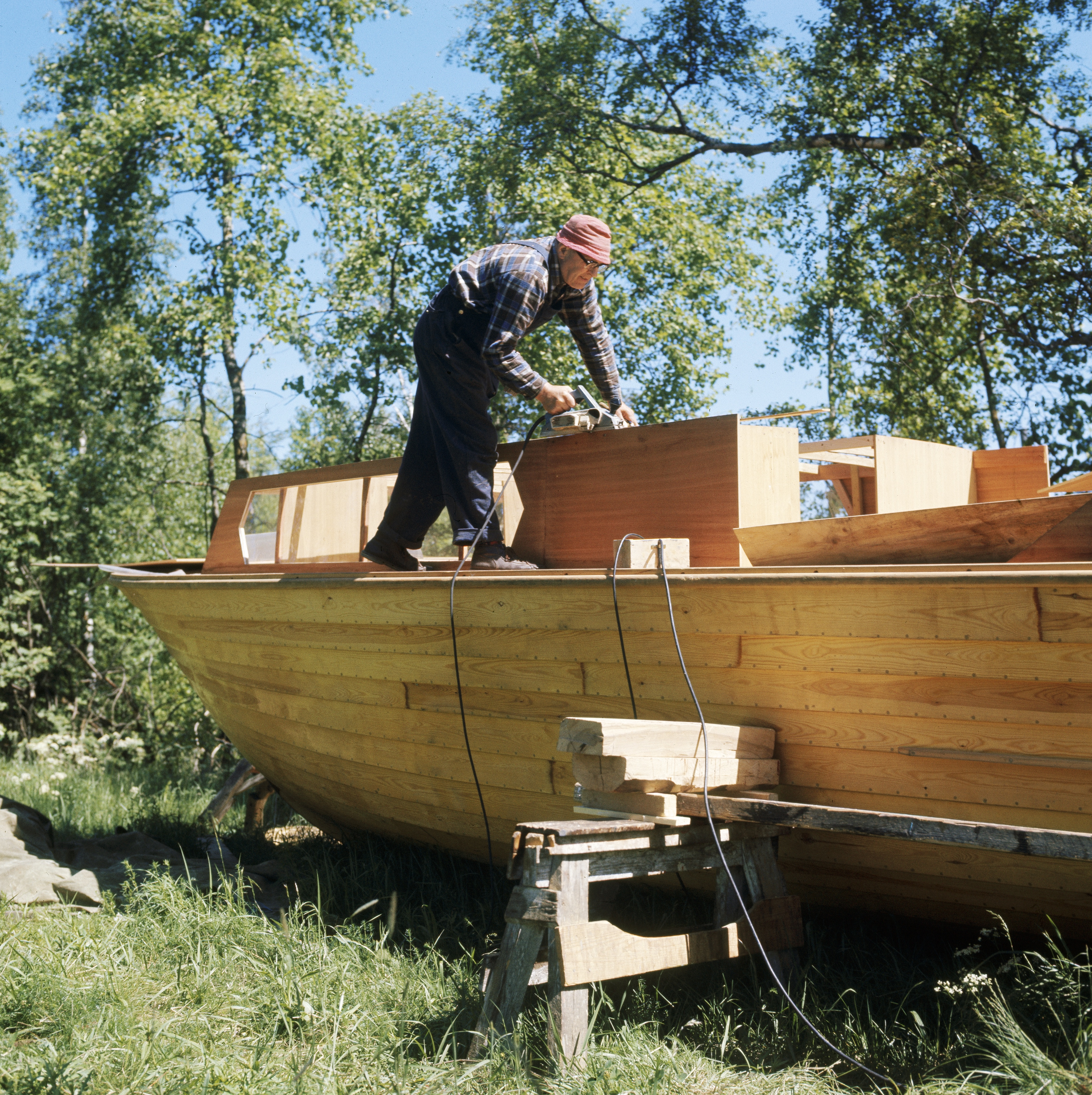
仕上げ
仕上げには甲板の取り付け、内部コンポーネントの設置、装飾要素の追加などが含まれる。甲板の材料はチークやマホガニーが選ばれるが、耐久性と視覚的魅力に配慮しする。甲板の表面を隙間なく美的に敷き詰めるのは複雑な作業である。内装品たとえば座席、物入れ、コントロールパネルなどは機能性・人間工学・美的側面を考慮して設置する。最後に美的な観点からワニスや塗料を塗り、細部の微調整を行う。
木製のボート、特に高級な材木を使い細心の職人技で仕上げたボートはとても美しく、船の愛好家を魅了する。

## 中型以上の鋼鉄船の場合

### 受注から引渡・支払いまでの流れ
（中型以上の）船は自動車等とは違い受注生産が基本であり、受注から引渡まで最低でも1年、通常は2-3年を要する。各造船メーカーは標準的な設計図を持っているが、たとえ連続建造であっても全くの同一の船は事実上存在しない。以下は鋼鉄製大型船舶の工程である。

### 造船所
21世紀初頭の現在、鋼鉄製大型船舶の建造は海や川、湖に面した造船所において行われる。造船に必要な鋼板などの鋼材や艤装に必要なさまざまな機械装置や設備類を運び込むのに都合の良いように陸運や海運の要衝に造船所があることが多く、歴史的に製鉄所の大口顧客であったことや、元々そうだったなどの理由で、製鉄所が近くにあることが多い。

### 引合
1. 引合
  - 船主は造船会社（造船所）に対して求める船の概要を仕様書として示し、見積りを求める。
    - 多くの場合、複数の造船会社に対して見積りを求める。
    - コンテナ船、タンカー、バルクキャリアなどの商船は海運市況（海上輸送運賃）の影響を受け、船価が上下する性質を持つ。ドル建てでの契約が普通である。
    - 大型鉄鋼船は、受注から完成まで1-6年程度かかるため、その間の為替、材料調達（例えば鋼材価格）のリスクの取り方が利益に影響する。

  - 造船会社は仕様書から概略での基本設計を行い、建造に要する鋼材や装置類、加工賃や人件費など全てのコストを概算して、それに利益を加え見積り船価を出す。そこに船台等のスケジュールと建造工程に掛かる時間等から見積り納期を出す。見積もった船価と納期を船主へ回答する[5]。これが「引合」である[注 1]。引合は見積りであるため、発注がなされなければ船主は大まかな基本設計を含めたあらゆる費用を支払う必要はない。

### 基本設計・受注
1. - 多くの場合、船主は複数の造船会社へ引合を出しているので、それらの回答や会社の財務内容、技術レベル、納期の確実性などを考慮して造船会社を決め、「レター・オブ・インテント」と呼ばれる契約書の発行によって「発注」する。造船会社は「受注」する。
2. （詳しい）基本設計
  - まずは船型を決めていく。船型は搭載量、燃費、最高速度、安全性に影響する。
  - 主機関、補機の諸元を決めるのもこの段階である。
  - この船型を具体的にどのような構造で作るかを図面化する。
  - 新しい船型や標準船の船型を変更する場合は、有限要素法などのマトリックス法を使った数値シミュレーションによる構造解析や模型船を実験水路で走らせて実計測を行うなどの手法を繰り返して設計を行う。
  - 基本設計のアウトプットは上記3点を図面化した 線図 (Lines)・中央断面 (Midship Section)・概略配置 (GA, General Arrangement)、及び客先との打ち合わせによる仕様書である。
  - 船に機器類をどのように配置するかを図面化して、コンパクトで無駄の無い配置を行う。

### 詳細設計
1. - 基本設計が「どんな船を造るか」を設計するのに対し、詳細設計は「仕様書をどう具現化するか」を設計する。
  - 具体的には、外板展開図・荷役展開図・機関室全体配置図・装置図・舵構造図・軸条プロペラ図・諸管系統図・電路系統図などの比較的大まかな図面の作成、据付図・取付図・製作図などの比較的細かい図面の作成、小組立要領図、大組立要領図、船台搭載要領図[6]、外注品の注文書作成、鋼板の加工データの作成などである。
  - 船主や船級に提出した図面についたコメント（要求）や、艤装員のコメントの処理も行う。
  - 比較的細かい設計については、子会社や協力会社に任せている場合も多い。

### 組み立て場所

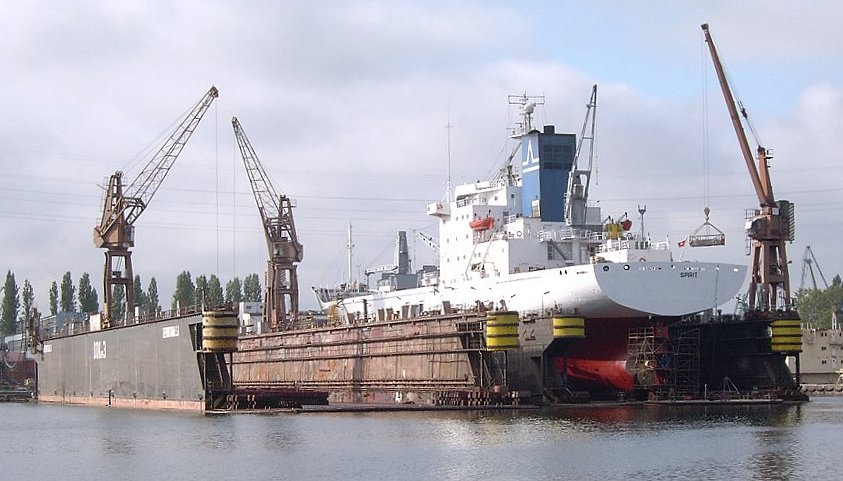
ポーランドの浮きドック（フローティングドック）での造船

船を組み立てる場所はいくつか種類がある。いずれの場所も、大きな鋼製のブロックやエンジン等を吊り上げて設置するための大きなクレーンが備えられている。
船台
造船時の「船台」は、水面に対して2-3度程度ゆるく傾斜した陸上の広い斜面に組み上げられた船の台座のことである。船は通常、水面に対して後ろ向きに組み立てられ、船体の完成後はあらかじめ滑るように作られた台座の上を滑走して斜面に続く水面に勢い良く進水する。後ろ向きに組み立てるのは、舵やスクリュープロペラといった弱い突出部を、船体が浮かびかけた不安定な時に斜面や台座に当てないためである。また、水面が狭い造船所では船が横向きに組まれて、横滑りされる船台もある。大型船はドックで建造されることが多くなり、船台を使った進水式は減りつつある。
ドック
岸壁の一部を船が収容できるほど大きく掘り下げ、水域との境に巨大な障壁を設けることで水を排出して乾いた作業空間を作り出す。この水面より低く陸より掘り下げられた場所が「ドック」、又は「乾ドック」である。ドックは床面が水平なため、傾いた船台より組立作業に都合がいい。ドック内で船が組み立てられ、船体が完成すると水が導入されて水面に浮かべられ、障壁が除かれるとドックから外水面へと引き出される。
浮きドック
比較的小型の船は、浮きドック方式によって作られることがある。これは、浮きドック内で建造後にドックのタンクに注水して沈め、船を進水させるものである。
陸上建造
大型船でも水面より高い陸上で建造した後で、レールや台車によって岸壁まで水平に移動させ、岸に浮かべたバージに載せ替えてからこのバージを海に沈めて進水させる陸上建造工法がある。韓国では2006年に現代重工業が世界で初めてドック（船渠）を使用せず陸上で建造する「陸上建造方式」に成功して以来、この方式での造船が行われている。陸上建造方式はドックの整備に必要な巨額の設備投資を抑え、激しい需要変動の差に対応することが可能である。

### 製造工程

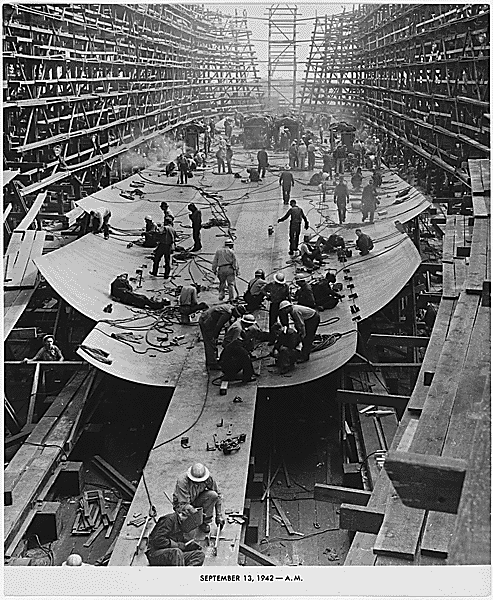
米国での造船風景（1943年）

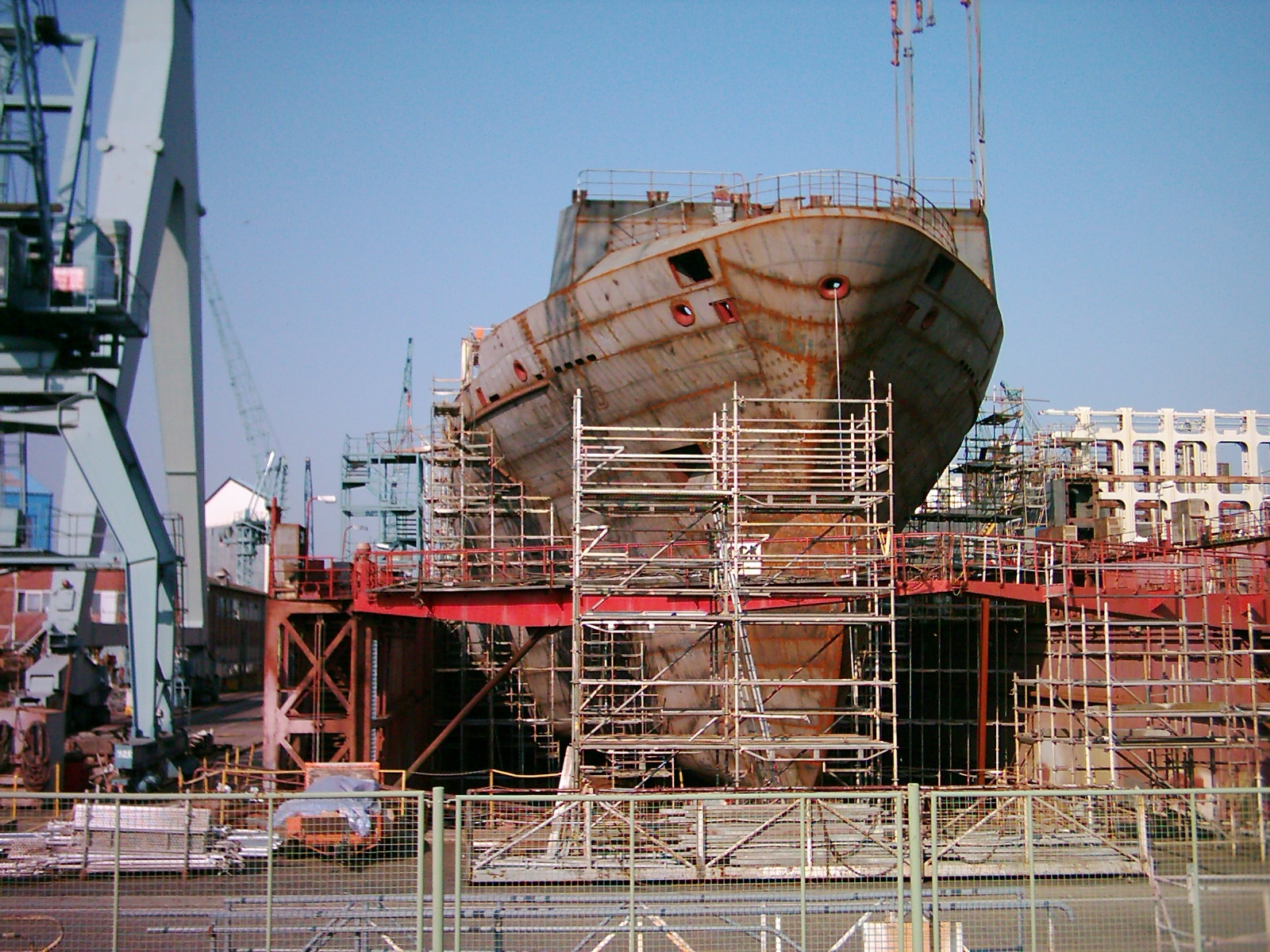
ポーランドでの造船風景（2006年）

鋼鉄製大型船舶の建造は全てが溶接ブロック建造法といわれる方法で建造されている。これは造船所内のブロック組立工場で鋼材から切断、加工、小組立、大組立の順を経て、最終的には部分的な船体のかたまりであるブロックをあらかじめ製作し、ドック、または船台で各ブロックをつないで組み立てて行く工法である。もっとも工数がかかり、精度が求められて、各種の大型工作機械が必要な工程を屋内のブロック組立工場内で行えるため、コンピュータ制御のガスプラズマ・トーチなどを使った流れ作業による効率化と、管理された環境での再現性のある作業が産む確実性が実現出来る工法である。
大規模な流れ作業であるため、ドックでのブロックの組立作業とは別に、ブロック組立工場では次の船のブロックの製作にかかれる。ドックが1つの場合や2つ以上でも生産量を求める場合には、ドック内で完成しつつある船体を少しずつ出口方向へと押し出して行き、空いたドック内で次の船の船尾のブロックの組立をはじめるという「セミ・タンデム工法」がとられる。
ブロックの段階で配管などの艤装品類も取り付けられることが多い。
1. 生産設計と鋼材発注
  - どこまでをひとつのブロックとするか、どの順番でブロックに組み立てていくか、どの艤装品をいつ付けるかなどの設計、または、クレーンや加工機械などの工場設備を計画する。また、鋼板の量を見積もる「外板展開」を行い、必要な鋼材類や艤装品をスケジュールに基づいて鉄鋼会社へ発注する。
2. 水切り
  - 通常は船で運ばれて来る鋼材は、鋼材桟橋で受け取られ、この受領は「水切り」、桟橋や岸壁は「水切り場」と呼ばれる。納品された鋼板は鋼材ヤードに留め置かれた後、加工場に運ばれる。加工場ではまず、錆を取るため、1-2mm程の小さな鉄球を鋼板表面にぶつけるショットブラストと呼ばれる方法できれいにされ、防錆塗装が行われる。加工の準備が出来た鋼材は1枚ずつ切断ステージへと運ばれる。
3. 加工
  - 切断ステージでは、板、骨（型鋼）などの船殻構造用の鋼材や配管材用の管材を、事前に設定されたカッティング・プランに沿ってコンピュータ制御による自動罫書き（けがき）を行い、切図に元づく切断線や部材番号などが直接鋼板等に描かれる。次に、コンピュータ制御の自動トーチ（フレーム・プレーナー）が必要な形に切ってゆく。平面での切断はコンピュータ制御のガス切断機やプラズマ切断機で設計図どおりの大きさに切断される。プラズマ切断機の方が高速で熱変形が少ないが、厚板の切断はガス切断機で行われ、必要に応じて穿孔と曲げ加工を行う。単純な曲面はプレス機による機械力で冷間加工され、一部には完全自動での曲げ加工機も導入されている[7]。船首部や船尾部のような複雑な球面形状を作る曲げ加工は特に「撓鉄」（ぎょうてつ）と呼ばれる、専門の作業者が行う熟練の技によって熱間加工される。熟練の作業者がバーナーと水ホースを持って何度も加熱と冷却を繰り返して微妙な曲面を作り出してゆく。
4. 小組み立て
  - 小組み立てからは溶接作業が行われる。加工された板や管は内業工場の一部の小組み立て工場に運ばれ、互いを溶接によって小さなブロックを造り上げていく。場合によっては溶接の利便や精度のために、ブロックを保持して回転させ自動溶接機によって部材を取り付けてゆく。小組み立ての後で内業工場の大組み立て工場へ運ばれ、小さなブロックは互いに溶接によって大ブロックへと組み立てられる。配水管や電線管、浴室や調理台等が必要に応じて取り付けられ、基本的な塗装はこの段階で行われる。加工・組立のことを「内業」と言い、内業工場での工程である。
5. ブロック搭載
  - 内業工場で作られた大ブロックをドック（船渠）または船台の上で電気溶接して船のかたちに仕上げていく工程である。「総組立」とも呼ばれる。巨大なクレーンを使って大ブロックを組み上げて行く過程で、後で船体に搭載する事が困難な主機関や大きな補機類、プロペラ・シャフト等が取り付けられる。この工程は屋外で行われるため「外業」と呼ばれる。
  - 1つめの大ブロックは「基準ブロック」と呼ばれ、この最初の設置作業を「起工式」として式典を行うことがある。大ブロックがいくつか組み合わさって区画が完成する度に、船会社や検査機関による検査を受ける[8]。

塗装工程
造船工程の中での塗装だけを見れば以下の工程が行われている。
| 造船工程             |   | 塗装工程                                    |
| -------------------- | - | ------------------------------------------- |
| 鋼板受領             |   |                                             |
| ↓                    | = | ショットブラスト処理 ショッププライマー塗装 |
| 鋼板切断曲げ加工     |   |                                             |
| ↓                    |   |                                             |
| ブロック組立         | = | ブラスト処理 ブロック塗装                   |
| ↓                    |   |                                             |
| 艤装工事1            | = | 船内塗装 外板塗装                           |
| ↓                    |   |                                             |
| 進水                 |   |                                             |
| ↓                    |   |                                             |
| 艤装工事2 最終ドック | = | 船内塗装 外板仕上げ塗装                     |
| ↓                    |   |                                             |
| 海上公試             |   |                                             |
| ↓                    | = | 引渡し前補修塗装                            |
| 引渡し               |   |                                             |

### 進水

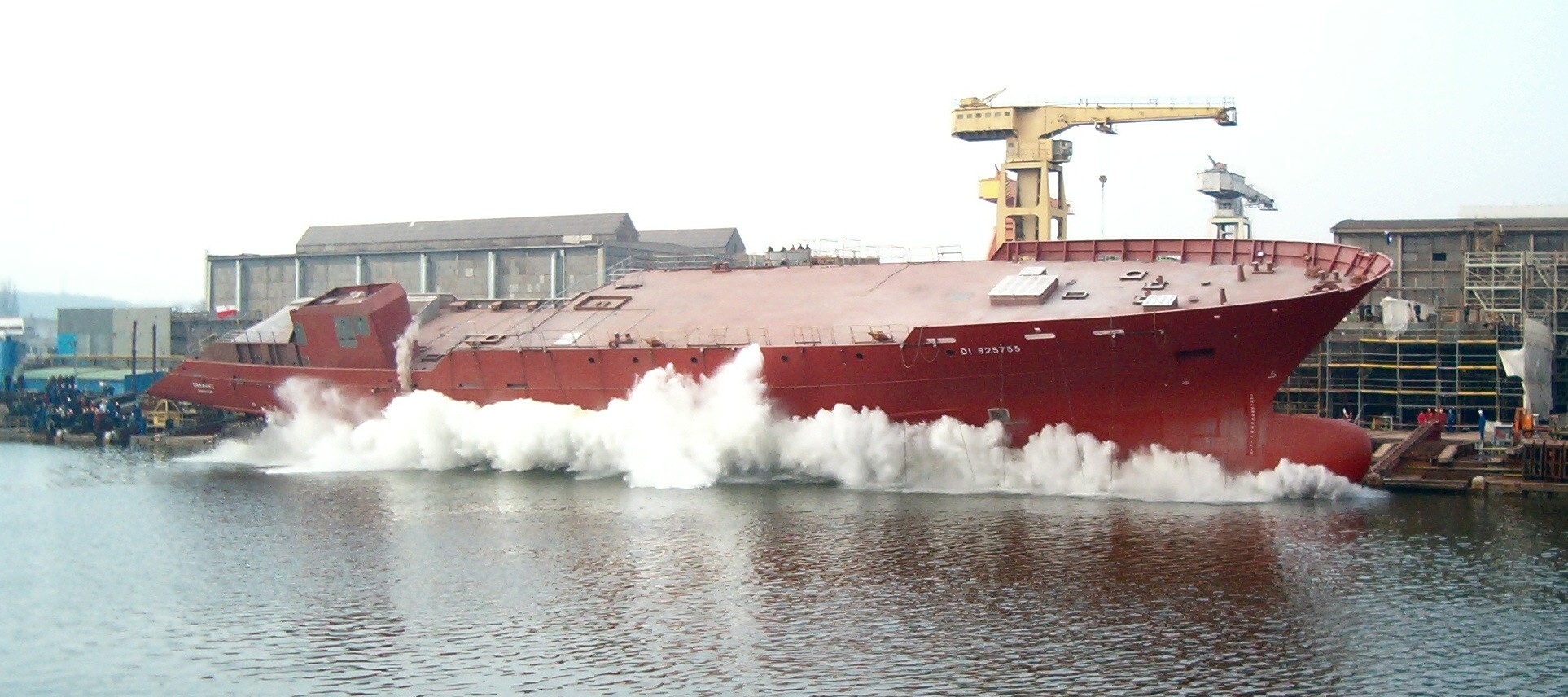
ハンブルクにおける進水の様子（2006年）

1. - 一通り大ブロックが組み上がり船の形になると次の段階では船を水上に浮かべて作業が行われるため、ドックか船台から船を水上に浮かべる作業が必要となる。その作業を進水式という式典で祝うことが多い。船台式では船首が着水した瞬間、船渠式では船体がドックから完全に外に出た瞬間を進水という。進水した瞬間から「船」として認められる。進水式には船主なども立会い、華やかな儀式が執り行われ、ドック式では行われないこともある。

艦艇や特定用途の船または商船の一番船では船台式同様の儀式が行われるが、その他の場合は命名式のみであったり、特に何も行われない場合もある。

### 艤装
1. - 進水したばかりの船は、各機器（艤装品）の工事がまだ残っている。これらを取付・据付するのが艤装である。進水後に岸壁艤装が引き続き行われる。工期短縮や工程削減を目的に、進水前の内業（組立・ブロック組立）や外業（ブロック搭載）の段階で先行艤装も行われ、船内配管や居住設備の多くがあらかじめブロックに作り付けられるようになっている。
    - 船体艤装：操船設備（操舵装置等）、航海設備、係船設備、救命設備、消防設備、荷役設備、通風空調設備、諸配管、居住設備、など
    - 機関艤装：主機関と補機類、管系統、など
    - 電気艤装：電気配線、照明と電気機器類の取り付け、など

### 検査
1. - 船主検査や船級検査が行われる。船主検査では艤装工事段階から監督者が派遣されて契約どおりの工事が行われているか検査を行う。船級検査でも各段階での検査が行われる。各国政府は船級検査は船級協会に代行権限を与えている。ただし日本では日本籍の客船の場合には、日本政府自身が行っている。進水後の岸壁で係留されたまま作動検査等が行われる。

  1. 重心査定試験
    - 船の重量と重心位置を測定する。

  2. 係留運転
    - 係留したまま主機関を低出力で運転して動作を確認する。[6]

  3. 公海試運転
    - 艤装がほぼ終わった段階で「公海試運転」によって性能が確認される。仕様書を満足しているかどうかを、実際に海に出て計測・確認を行う。航海計器をはじめ各機器の動作を確認し、速力試験、旋回力試験、前進惰力試験、主機関始動試験などを行う[注 3]。

建造段階から続く船級協会の検査も受けて合格を受ける。公海試運転は造船会社の船長である「ドックマスター」が操船する。2-5日間かかることが多い。
1. 1.     1. 速力試験
      - 従来はマイルポストを使ったが、今ではGPSを利用した位置測定が多く、一定区間の往復時間を計り、潮流や風の影響を出来るだけ排除して最高速度を求める。

    2. 操縦性能
      - 一定速度で舵を切った時の旋回航跡の直径と切ってからどれくらい前進するかを計測する。

    3. 緊急停止試験
      - クラッシュ・アスターンを行い、停止するまでの航跡を記録する。

    4. Ｚ試験
      - 船をジグザグに走らせる

    5. アンカー・テスト
      - アンカーを落とし巻き上げる

    6. 振動と騒音の計測
2. 引渡し
  - 船主検査と船級検査で問題がなく、船の全ての機能に支障がなければ引渡し式によって造船会社から船主（船会社）へ引渡される[注 4]。

完成した船は造船所の岸壁を離れる。進水式などで命名されていなければ引渡し式で命名される。
1. - 以前は保証技師が処女航海に同乗することが多かったが、最近は減っている。引渡されてから1年間は保障期間であり、不具合は造船会社の手で修理される。最初のドック入りは「保証ドック」と呼ばれる[11][12]。

### 支払い
1. 鋼製大型船舶の場合、製造原価が大きな額となるため、一般的な契約では契約締結時、起工時、進水時、引渡時という受注から引渡しまでの節目を基準として、四分割して支払いが行われる。分割比率は各契約によって異なることもあるが、金利や為替レートの影響を受けるため、支払いの基準となる節目の時刻は厳密に記録される。

船価の例
- 貨客船:20-100総トン - 410万円/総トン
- 貨客船:100-500総トン - 210万円/総トン
- 純客船:20-1,000総トン - 430万円/総トン
- カーフェリー:20-100総トン - 160万円/総トン
- カーフェリー:100-500総トン - 110万円/総トン
- カーフェリー:500-1,000総トン - 110万円/総トン
- カーフェリー:1,000-5,000総トン - 65万円/総トン
- カーフェリー:5,000総トン以上 - 36万円/総トン

（平成3年のデータ）

## 世界の造船史

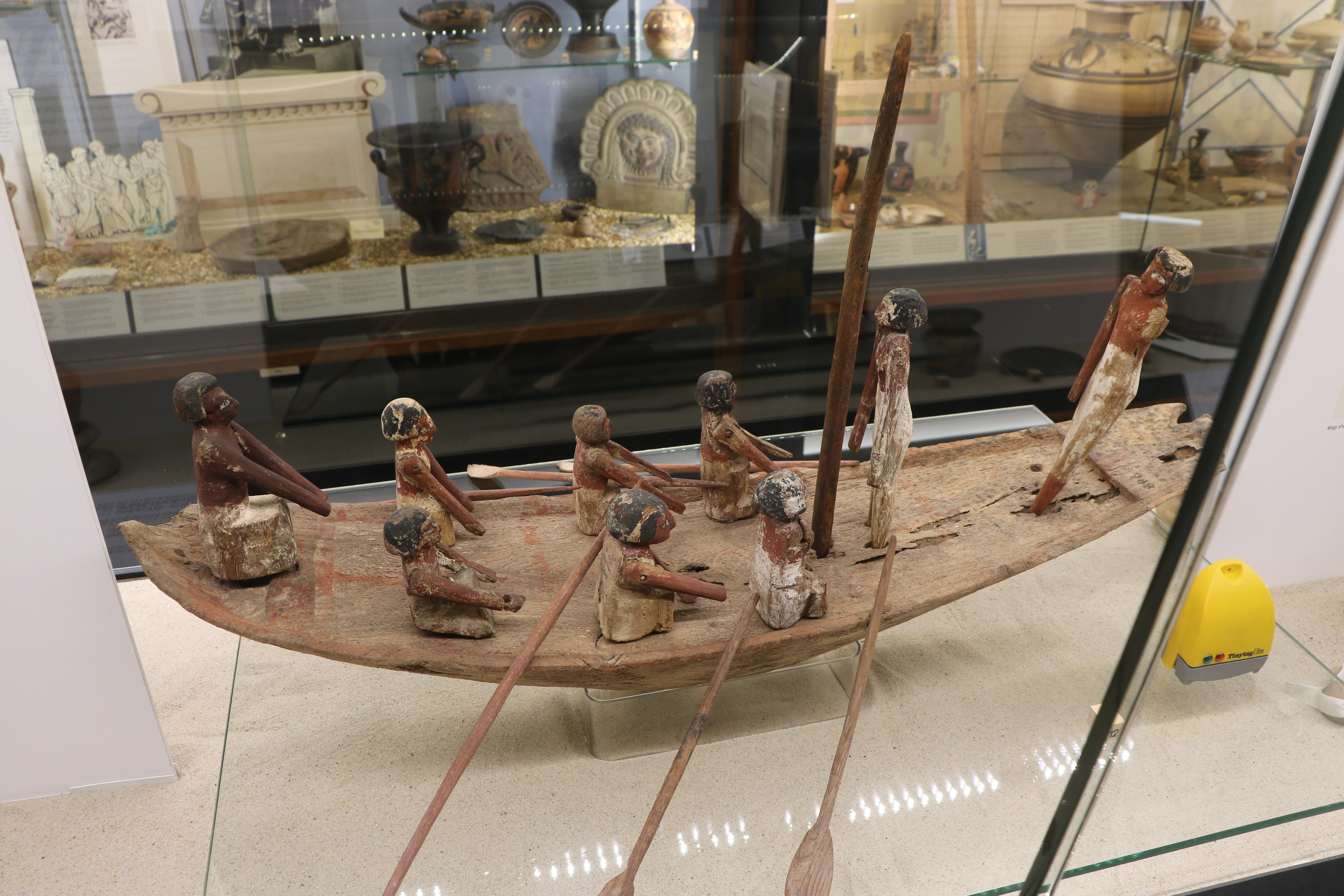
古代エジプトで造られていた船。（当時に作られた模型）

古代エジプトの遺物によって、紀元前3000年ころにすでに、骨格にプランクを貼り付ける方法で造船が行われていたことが知られている。

### 日本
日本では630年から894年の間に、十数回ないし20回ほど（※）（※学者により説が異なる）、遣唐使の船団が派遣されたが、この遣唐使船は瀬戸内海の倉橋島の「長門ノ津」という場所で建造された、とされている。（この長門ノ津付近に1992年に「長門の造船歴史館」が開館した。遣唐使船が実物大で復元され、水上展示されている。）

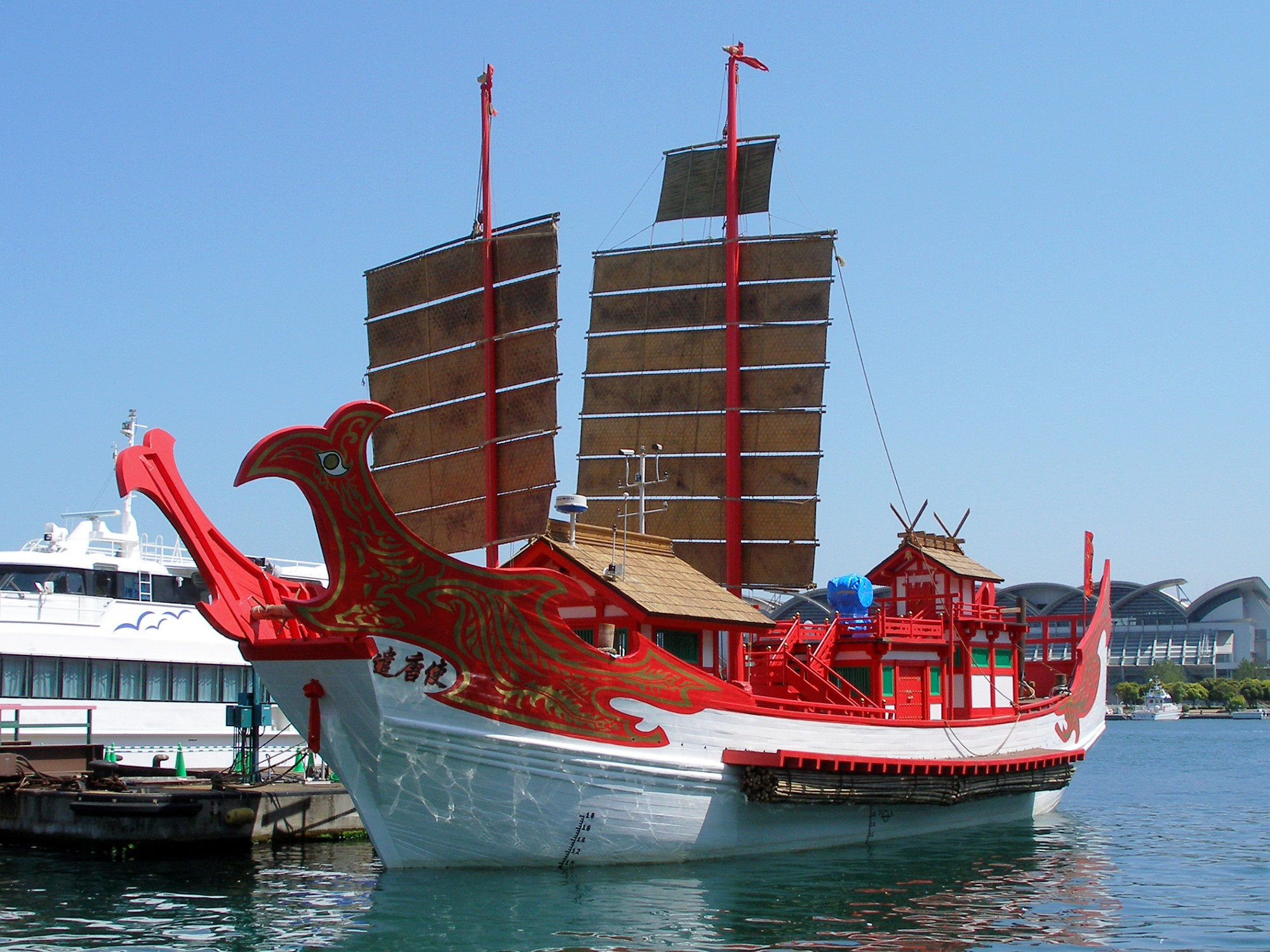
7世紀から9世紀頃にかけて使用された遣唐使船の復元

日本では古くから水上での戦いも行われており、軍用船もさまざまなものが造られたが、室町時代後期ころからは安宅船という大型の軍用船も造られた。
織田信長は天正4年（1576年）ころ、伊勢志摩の豪族であり水軍を率いた九鬼嘉隆に命じて安宅船を鉄板で覆った鉄甲船を作らせた。
1592年、豊臣秀吉は朝鮮出兵に際し「御座船」として九鬼嘉隆に命じて伊勢国 (現在の三重県) の大湊で大型の安宅船を建造させた。
江戸時代初期には仙台藩でガレオン船サン・ファン・バウティスタ号が建造された。これはスペインの技術、日本の職人達の技術、および日本の材料によって建造された。建造に当たっては、仙台藩とスペイン人のセバスティアン・ビスカイノの間で契約が結ばれ、政宗が造船の費用や船員の俸給を負担すること、ビスカイノが船の指揮を取ること、などが定められていた。仙台藩の「船奉行」として秋保頼重（刑部）と河東田親顕（縫殿）が造船に携わり、幕府の船奉行向井忠勝（将監）もこれに協力し、船の建材は気仙郡、磐井郡、江刺郡、本吉郡から調達された。（慶長遣欧使節に同行したシピオーネ・アマチによれば）船の建造には大工800人、鍛冶700人、雑役3000人が関わり、45日を要したという。このサン・ファン・バウティスタ号は支倉常長ら慶長遣欧使節が太平洋を横断するために使用された。
江戸時代に幕府は、日本人が船で諸外国へ出かけて交流することを原則禁じたが、国内水運や漁船は造られていた。
北前船の基地のひとつが佐渡島の宿根木であり、船大工や鍛冶屋が集まる集落（町）ができてさかんに北前船の建造や修繕が行われていた。

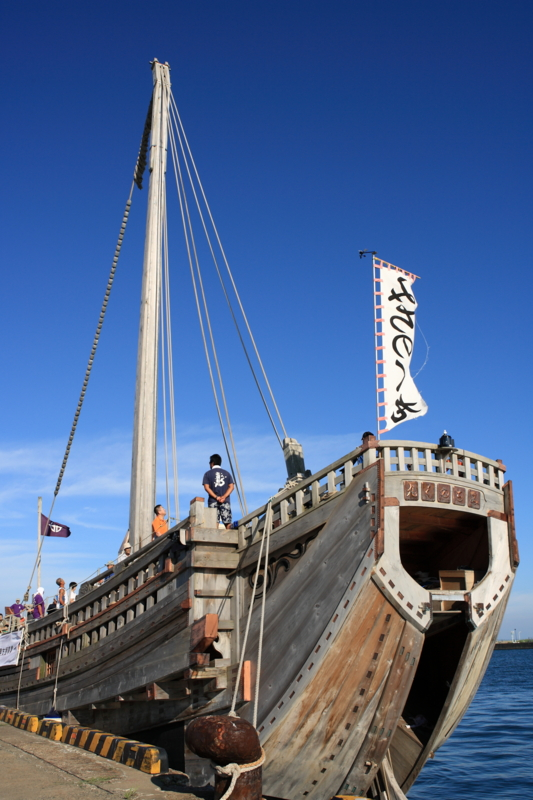
北前船の復元

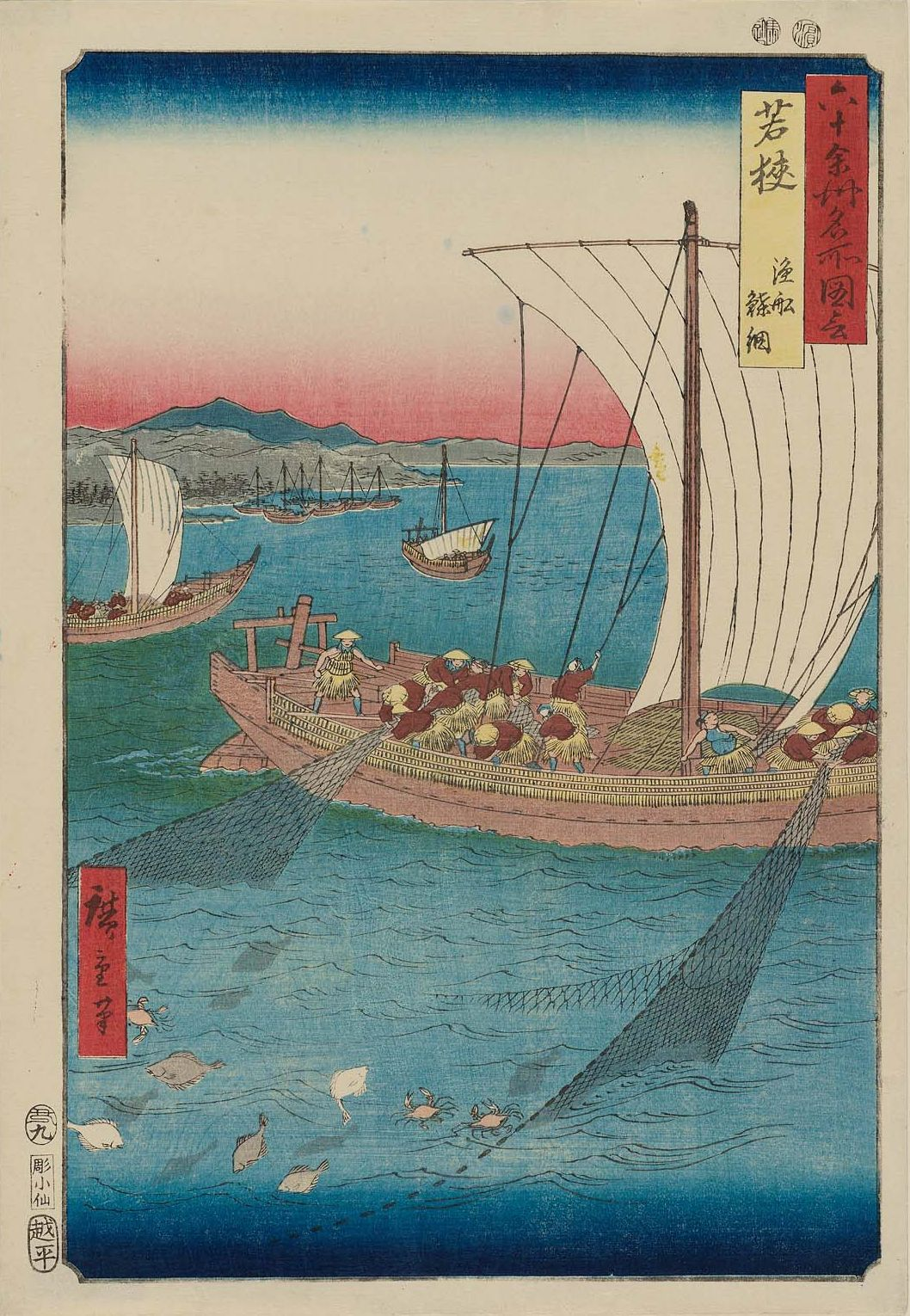
1853年。江戸末期。若狭湾でかなりの大きさの漁船で「鰈網」と呼ばれる網を海中に入れ、帆に受けた風の力でそれを引く様子。（『六十余州名所図会 若狭 漁船 鰈網』）

江戸幕府は、日本人が諸外国へと航海を行うことを禁止するために、外洋を航行するのに有利なある種の船の建造に制限を設けた。
竜骨を備えた大型船の建造禁止である。
竜骨は船体の中央を通る船首から船尾へ貫く主要部材であり、無いと構造的に脆弱となってしまう。外洋では波や風が強く荒れがちで、竜骨無しの船では危険が伴う。
幕末、1800年代前後から黒船が来航するようになった。
ジョン万次郎（1827-1898）は土佐の貧しい漁師だったが、漁の最中に遭難しアメリカの船舶に救助され、アメリカでさまざまな教育を受けたなかには米国の航海術や造船技術なども含まれていた。1851年に琉球に帰国し嘉永6年（1853年）に土佐へ戻り「漂客談奇」を記し、土佐藩主山内容堂や、家臣たちも万次郎の知識を知ろうと訪問が絶えず、高知城下の藩校「教授館」の教授になる。後藤象二郎、岩崎弥太郎なども万次郎の直接指導を受けたといわれている。万次郎は幕府直参となり江川英龍の元で翻訳や通訳などの仕事をするだけでなく、造船の指揮もとった。
水戸藩主徳川斉昭は腹心の安島帯刀に「日本初の西洋式の軍艦」とも言われる旭日丸を建造させ1855年に進水、幕府に献上した。しかし、この旭日丸は進水する時に座礁するなど、当時の日本の船舶建造技術はまだ不十分であった。江戸幕府のほうは、小栗忠順の進言により横須賀に製鉄所および造船所となる予定の施設（後の横須賀造船所）の建設に着手したが、その完成を見ないままに幕府は瓦解し、明治政府がそれを受け継いだ。

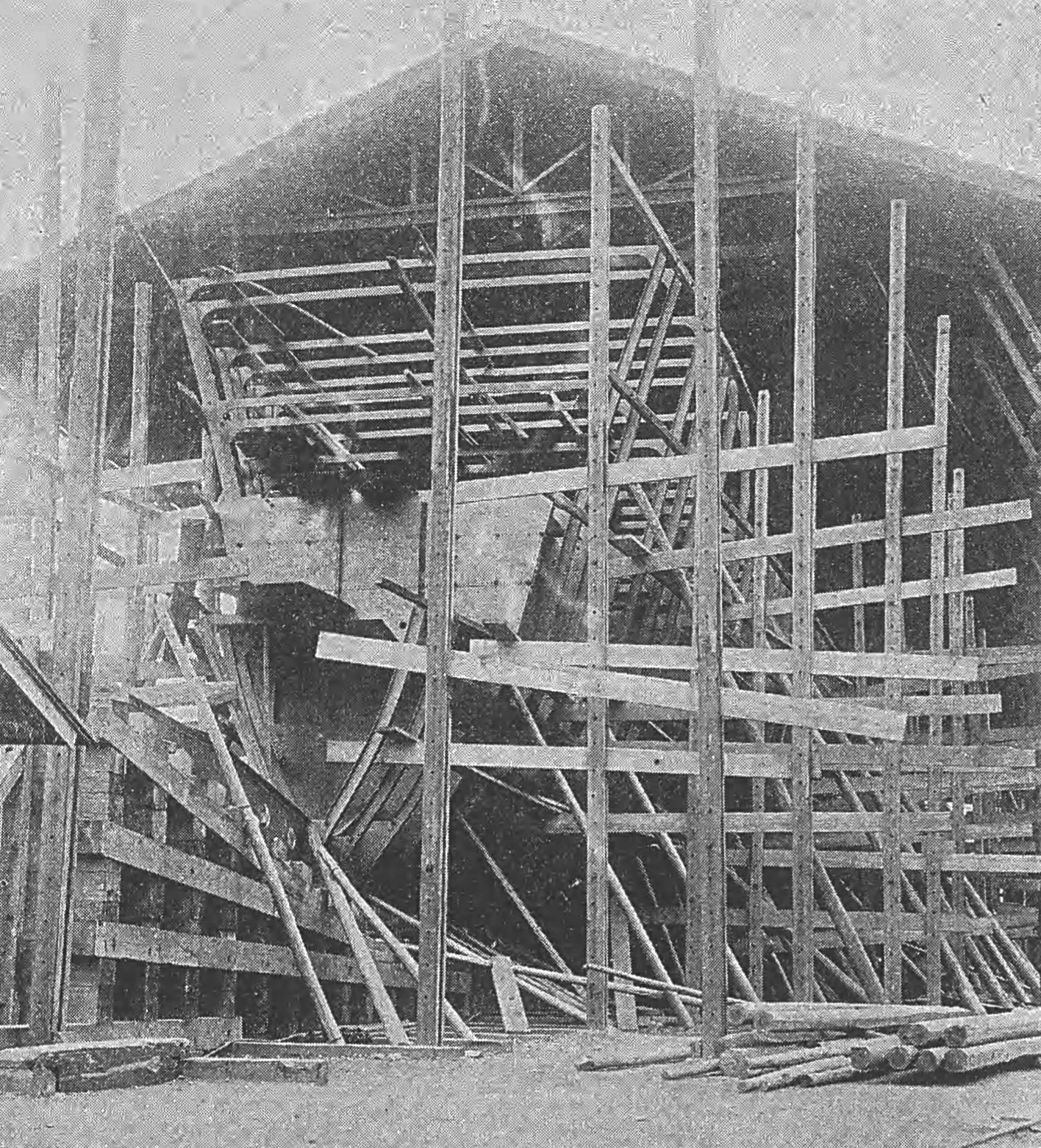
建造中の防護巡洋艦「音羽」

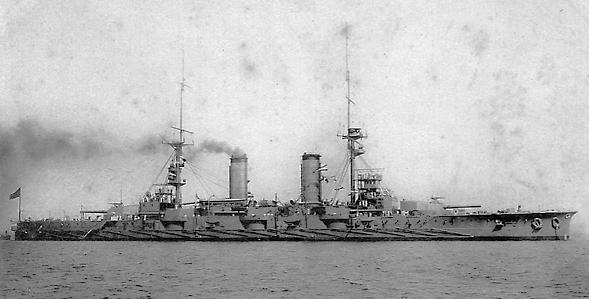
1900年代に建造された初の日本製戦艦「薩摩」

当時、政商として栄えた三井財閥や三菱財閥などの大企業が、国策事業として支援を受けながら海運と造船業界を成長させた。
当時は西欧列強による植民地拡大政策の脅威と帝国主義の時代であったため、国防上、海軍の役割は一層重要となった。造船業界は海運業だけでなく軍艦建造でも大きな需要を得た。その後、日本はさらに軍備増強の道を歩み、太平洋戦争に至るまでそうした時代が続いた。太平洋戦争で日本は保有船舶の大半を喪失したが、戦後、傾斜生産政策や朝鮮戦争での特需によって早期に造船業は海運業とともに回復するとともに成長路線に戻り、戦後日本の経済成長を支えた。
日本の高度経済成長時代には「造船業は日本のお家芸」とまで言われたが、オイルショック以降は伸び悩み、その間に中韓の2か国が力をつけてきた。低迷していた日本の造船業も2000年前後からの世界貿易増加に伴う船舶不足により息を吹き返し、高付加価値の船舶を中心に受注が増えたが、同時期に始まった鋼材の高騰により高騰以前の受注案件が軒並み利益を確保できない状況であること、典型的な労働集約型産業であるため、2007年問題といった優秀な職工の大量退職への対応も迫られるなど、各社とも苦しい経営を強いられていた。また、2000年代後半のリーマン・ショック等を契機とする世界的な景気減退と急激な円高ドル安の進行は、さらに日本の造船業界の競争力を低下させ、2014年には受注残すら無くなるのではないかとする2014年問題も懸念されることとなった。日本の造船業界では合併などで生き残りを図るようになった。
2012年末に成立した第2次安倍内閣がアベノミクスを提唱すると円相場が100円台へ急落し、2013年後半には各社が徐々に競争力を取り戻し、新規受注に成功するなどの動きが見られるようになった。韓国の造船業は2010年代に構造不況に陥ったため、相対的に日本の造船業の復権が進んでいた。2015年の世界シェアは中国が40%、日本が30%、韓国が20%程度と東アジア3か国で90%を占め、「三国志」と形容された。しかし、中国企業とそれに対抗する米国の米韓連携による造船業復活政策の前に伸び悩み、2019年以降シェア減少が加速し、一人負けとなった。

### 韓国
1972年、近代的な造船会社として現代重工業が設立されると、以後、ハンファオーシャンやサムスン重工業など財閥系の造船会社が次々と設立された。1990年代後半になると受注量で日本に匹敵し始め、2000年代に入ると同じく新興勢力として台頭した中華人民共和国の企業との間で競合状態となった。2000年代後半にリーマン・ショックなどをきっかけに始まった景気減速の波は、受注から完成までに時間がかかる造船業界特有のタイムラグをもって2010年代初頭に顕在化した。STX造船海洋などの造船会社が法定管理に追いやられたほか、2015年には現代重工業、サムスン重工業、大宇造船海洋の韓国造船大手3社が過去最大の赤字に陥った。
2018年現在、韓進重工業、STX造船海洋、城東造船海洋、大韓造船、SPP造船、大鮮造船、韓国ヤナセ、ヨンス、マステック、サムガンS&Cといった中堅造船業は依然として不振に陥っているが、現代重工業、大宇造船海洋、サムスン重工業の上位3メーカーの受注量は回復の兆しがみられている。

2019年、現代重工業は大宇造船海洋との経営統合を発表。同年5月31日に臨時株主総会を開催して承認を得た。ただし内部の問題として統合後の余剰人員の削減が避けられないとして労働組合が強く反発しているほか、外部の問題として日本や中国、欧州で独占禁止法を所掌する当局の許可を得る必要があり、長い時間がかかる見込み。しかし、欧州連合の当局が許可を出さなかったことで現代重工業による買収は頓挫。2022年9月、大宇造船とハンファグループが条件付き投資合意書を締結したと発表された。

## 日本の造船産業

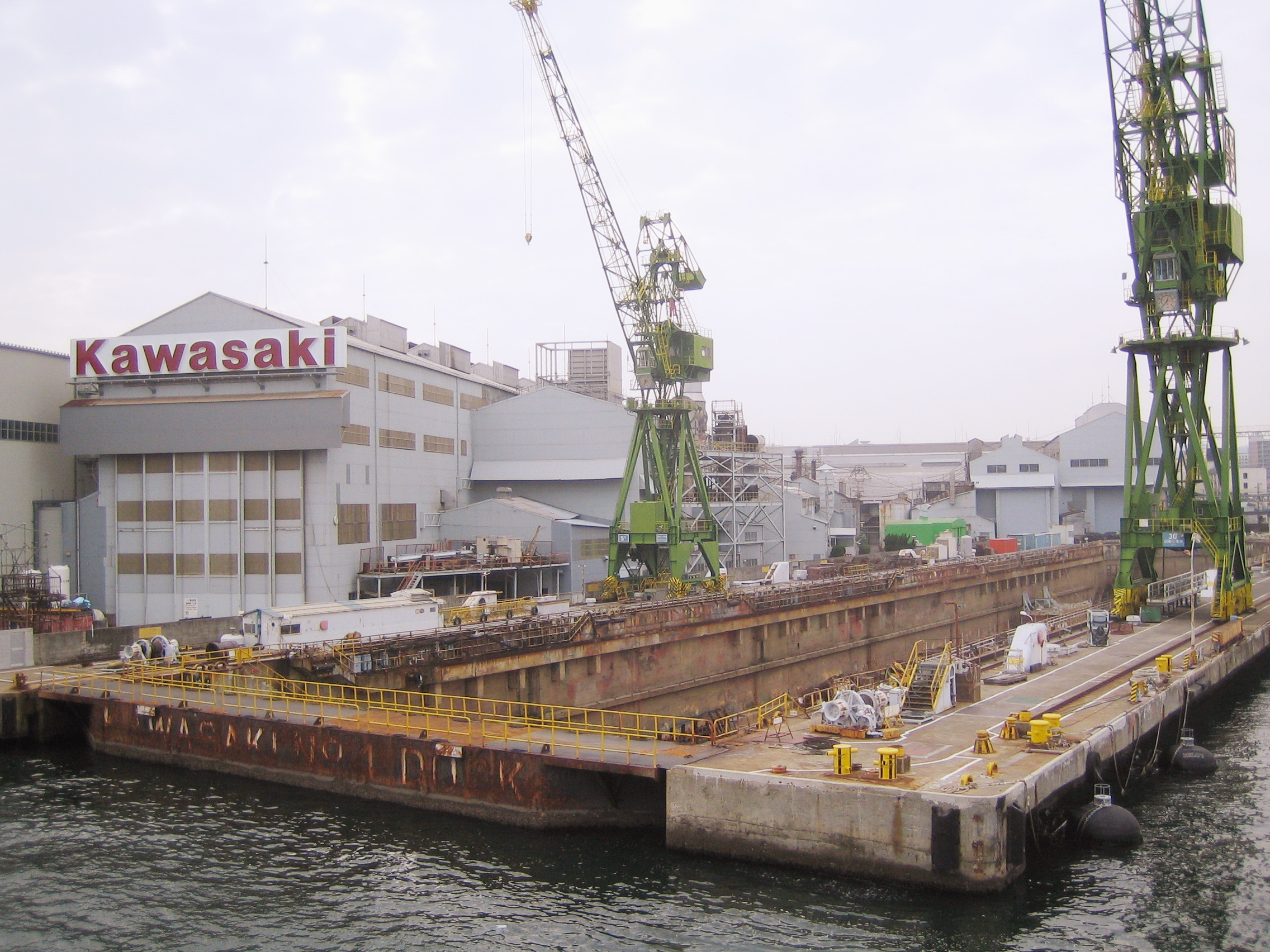
川崎造船本社工場。（兵庫県神戸市、2006年）
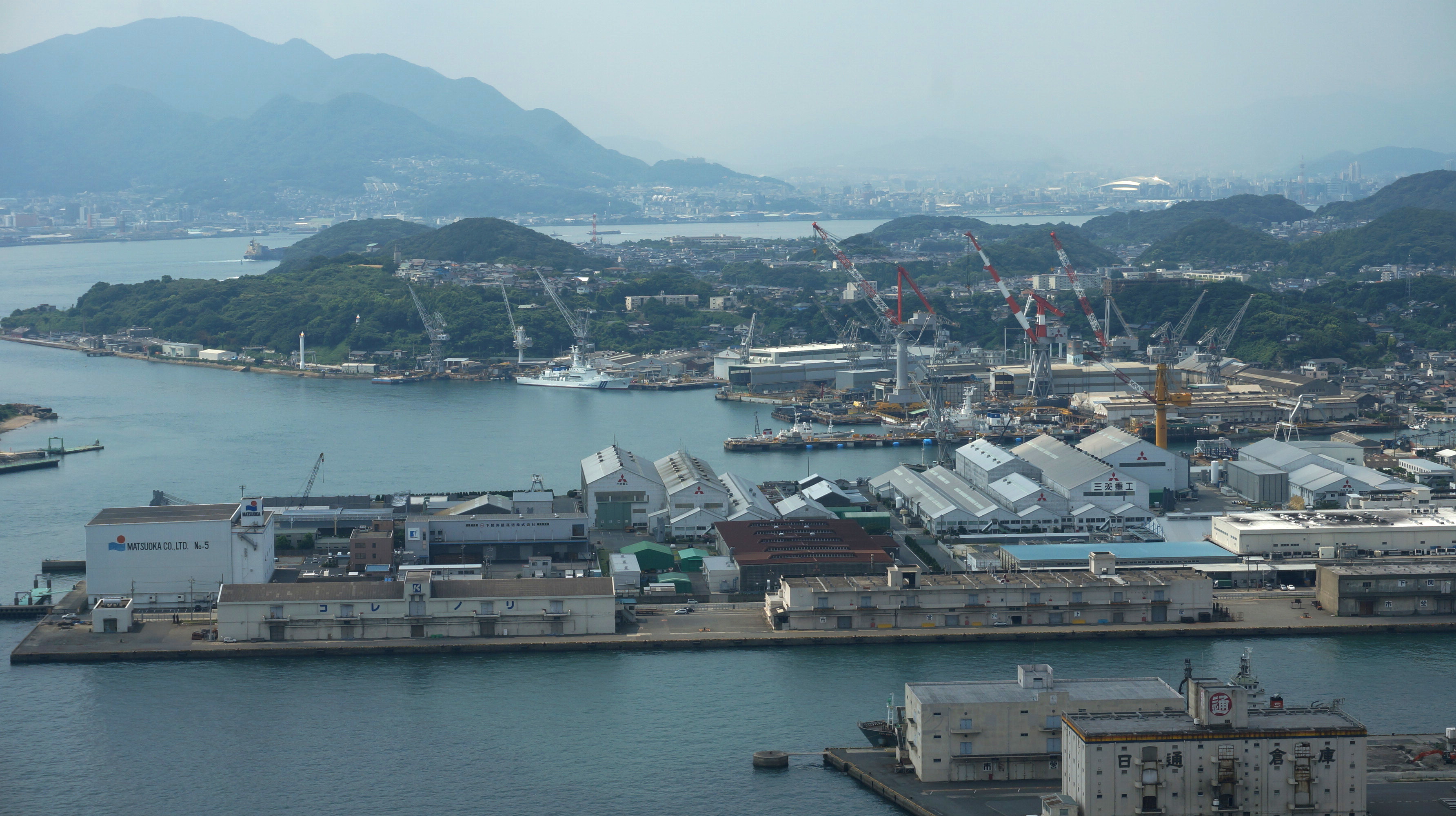
三菱重工業下関造船所
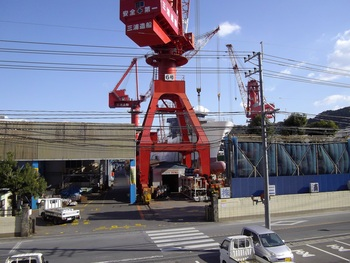
大分佐伯三浦造船所
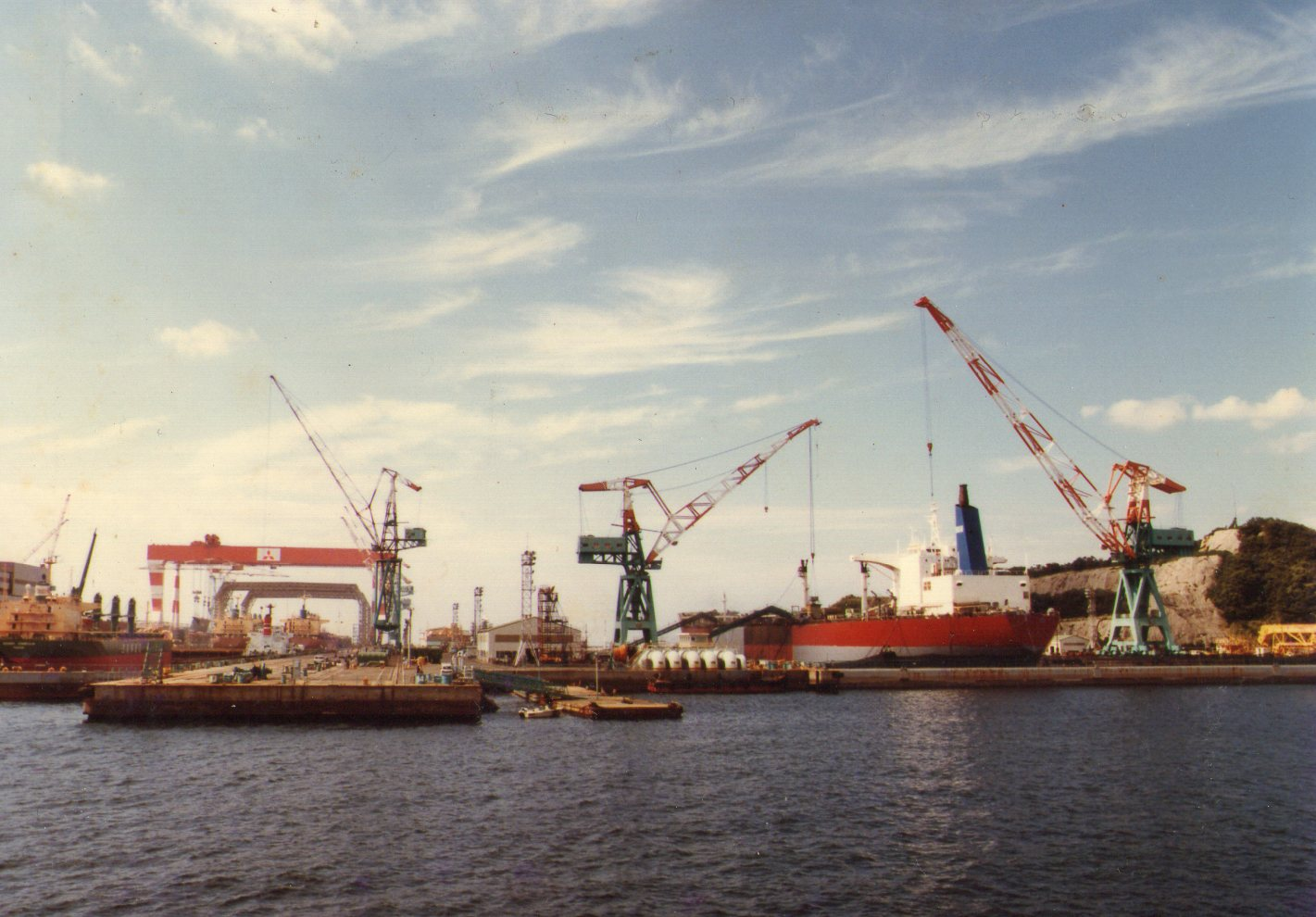
三菱重工業長崎造船所

造船が盛んに行われている地域は
- 九州：長崎県長崎市（三菱重工業長崎造船所など）、佐世保市（佐世保重工業など）、西海市（大島造船所）、佐賀県伊万里市（名村造船所）、熊本県玉名郡（ジャパン マリンユナイテッド有明）
- 瀬戸内海エリア：兵庫県神戸市（川崎重工業船舶海洋ディビジョン／旧川崎重工業神戸造船所・三菱重工業神戸造船所）、岡山県玉野市（三井E&S造船）、愛媛県今治市（今治造船、新来島どっく等）、広島県呉市（ジャパンマリンユナイテッド呉）、福山市（常石造船）、尾道市（尾道造船）、山口県下関市(三菱重工業下関造船所・大田造船)
- 関東エリア：神奈川県横浜市（ジャパン マリンユナイテッド）、横須賀市（住友重機械工業横須賀製造所）、東京湾岸
- その他：京都府舞鶴市（ジャパン マリンユナイテッド／旧日立造船）

などがある。

## 船の最後

### 解撤
使用されない船を除籍して廃船とすることは「解撤」と呼ばれる。

### 船舶解体
船体が木造から鉄や鋼などへ変化したことにともなって船舶解体の工程が大がかりになっている。日本では大型船の解体は専門業者が行っている。平成以降造船所での解体実績はない。60ｍ以上の鋼船を解体できる業者は国内に6社ある。熊本県八代市・新鋼商事、北九州市若松区・久屋産業、香川県多度津町・宮地サルベージなど。

## 造船の好不況
造船の世界では2年好況が続くと船が余り始め、その後7-8年不況が続くというサイクルを繰り返している。2003年から始まった好況は5年ほど続いたが、2008年からの世界的な不況によって造船の市況も一気に崩れた。
造船会社では新規造船の受注がない間、社員や設備を遊ばせることを避けて、独自に船を作る事がある。こうして作られた船は「ストックボート」と呼ばれ、船主となる販売先が募られる。ストックボートの造船後に船価が上がれば造船所の利益となるが、船価が下がれば損失となる恐れがある。